# Teoria X-barra
A Teoria X-barra é um princípio sobre a estrutura básica dos sintagmas na teoria moderna da sintaxe. Este princípio estabelece que  existem certas similaridades estruturais em todos os tipos de sintagmas de todas as línguas humanas.
A teoria X-barra foi desenvolvida por Ray Jackendoff a partir de certas observações realizadas por Noam Chomsky a princípios dos 70 no marco da teoria standart estendida. A teoria adquire relevância ao ser incluída dentro do modelo de Reação e Ligamento como um sub-módulo da gramática, recolocando as regras de estrutura de frase na Teoria Standart.
O nome "X-barra" deriva da notação originalmente usada, em que certos elementos eram representados mediante: X (um X com uma linha em cima). Posto que esta escrita tipográfica as vezes é difícil de representar, normalmente se substitui por X′, usando um signo de prima, que assim segue sendo lido como "X-barra".
No atual programa minimalista, se prescinde da teoria X-barra ao ser deriváveis todas suas propriedades a partir da sua operação.

## Definição e exemplo
Se supõe que todo sintagma é a máxima projecção de um núcleo. Um núcleo projecta-se duas vezes e recebe um interruptor em cada projecção. Por tanto, se a letra X se utiliza para designar algum tipo de núcleo (N = nome, adjetivo ou pronome; V = verbo, P = preposição,...). o sintagma X (SX) pode ser decomposto do seguinte modo:
- Um núcleo X se projecta ao nível X' ao receber como modificador um complemento.
- X' pode receber um adjunto sem modificar a sua natureza intermédia.
- X' se projecta a SX ao receber como modificador a um especificador.

Um exemplo de sintagma adjectivo com a anterior estrutura seria o seguinte:
Predefinição:Ecuación
Donde:
{\displaystyle [_{SAdv}\ {\mbox{mucho menos}}]} seria o especificador.
{\displaystyle [_{SP}\ {\mbox{a las enfermedades}}]} seria o complemento.
{\displaystyle [_{SP}\ {\mbox{por falta de defensas}}]} seria um adjunto.
{\displaystyle [_{A}\ {\mbox{propenso}}]} seria o núcleo sintáctico.

## Relações estruturais
Os constituintes de uma derivação mediante a teoria X-barra podem obter três tipos de relações estruturais que podem ser relevantes para a teoria sintáctica:
- Domínio
- Comando - c
- Reacção

### Domínio
É o tipo de relação mais simples.
```
    A
   / \
  B   C
     / \
    D   E

```

Um elemento domina a outro se puder traçar-se uma linha descendente do primeiro até o segundo (neste caso, A domina a todos os demais elementos e C domina D e E. B, D e E não dominam nenhum elemento).
Um elemento domina imediatamente outro se não há nenhum outro outro elemento entre eles (no exemplo, A domina imediatamente B e C, mas não D e E).

### Comando-c
O comando-c (ou comando de constituintes) está fundado na regra Muévase α. É uma noção importante que se mantém até o atual Programa minimalista. Por exemplo, todos los desplazamientos de constituintes se fazem a posições de mando.
```
    A
   / \
  B   C
     / \
    D   E

```

Um elemento X manda-c a outro Y se e somente se:
- Nenhum domina sobre o outro.
- Y é dominado (imediatamente ou não) por um elemento Z, que por sua vez domina imediatamente X.

No exemplo acima, B manda-c a C, D e E, mas D não manda-c em B.
A regência é uma das noções centrais do modelo gramatical de regência e ligamento, dado que nela se baseiam questões tão variadas como la asignación de caso y la legitimación de las huellas de desplazamiento. "Um elemento A rege a outro elemento B" se e somente se:
- A comanda-c B.
- Se A é uma unidade rectora (preposiciones o verbos, en el caso del español).
- Se não existem outras unidades rectoras entre ambos.

## Categorias funcionais e léxicas
Algunas formas de la teoría de la X′ sostienen que sólo algunas categorías sintácticas, denominadas categorías funcionales poseerían la estructura anterior. Estas categorías funcionales serían el sintagma determinante, el sintagma complementador y el sintagma de inflexión. El resto de categorías más comunes, denominadas categorías léxicas como nombres, adjetivos o verbos, no tienen la estructura anteriormente descrita, ya que carecerían del último nivel superior. Así un nombre sólo intervendría en estructuras del tipo:
```
      N'
     / \
    N'  adjunto
   / \
  N   complemento
  |
núcleo

```

Esta estructura se resume diciendo que las categorías léxicas sólo "se proyectan" hasta el nivel X′ no hasta el nivel X″ o SX. De acuerdo con esta visión no existirían realmente ni el sintagma nominal, ni el sintagma adjetival, ni el sintagma verbal. Esta suposición de no-uniformidad de estructura sintáctica para las diferentes categorías permitiría explicar el comportamiento singular de supuestos especificadores.
Por ejemplo en (1) se hace patente el hecho de que en un "sintagma nominal" (en el sentido clásico) aparezca o no un determinante posesivo permite o elimina el desplazamiento de un complemento del sintagma:
(1) a. De qué personajesi compraste [retratos antiguos ti]
b. **De qué personajesi compraste [sus retratos ti]
La primera oración (1a) es perfectamente admisible en español, mientras que la segunda (1b) no lo es. Este contraste no puede comprenderse si el posesivo se considera simplemente un especificador de un supuesto sintagma nominal. En cambio puede ser explicada si admitimos que el posesivo es de hecho el núcleo de un sintagma determinante.
Nesta versão do X′ se suplementa com a suposição de que só as categorias funcionais são capazes de assignar caso gramatical ou regir concordâncias.